# Lo Malasiu
Lo Malasiu (en francès Le Malzieu-Ville) és un municipi del departament francès del Losera a la regió d'Occitània.